# Ennio Falco (apneista)
Ennio Falco (Airola, 23 febbraio 1931 – La Maddalena, 11 maggio 1969) è stato un apneista italiano. Vinse la medaglia d'oro al valore atletico, è detentore di primati mondiali in immersione e di campionati nazionali di pesca subacquea.

## Biografia
Secondogenito di Alfonsina Leone e Antonio Falco, medico condotto che muore in giovane età. Ennio cresce in una famiglia agiata, la madre aveva ereditato beni e proprietà che però perde al termine della seconda guerra mondiale.
Fu questo il motivo che spinse Alfonsina ad abbandonare Airola con i due figli Ennio e Giuseppe (detto Geppino) ancora giovanetti, per spostarsi definitivamente a Napoli.
La vita in quegli anni era difficile per molti, la ricchezza familiare oramai era svanita e per Ennio resta preclusa la carriera universitaria a causa della precaria situazione economica.
Ennio incontra Alberto Novelli frequentando la comitiva di giovani che si radunava intorno allo scoglio della Pietra, sul litorale puteolano; scopre il proprio talento pescando giovanissimo nelle acque di Marechiaro, entrando a far parte della squadra dei sub dello storico Circolo Massimo d'Asta, a Napoli, dove incontra Raimondo Bucher, pioniere dell'attività subacquea e primo campione di immersione in apnea. Sempre in questi anni conosce Claudio Ripa la cui amicizia, come per il Novelli, lo accompagnerà per tutta la vita.
Ed è così che partecipa alle gare di pesca subacquea e parallelamente assieme all'amico Novelli detiene i primi record di profondità in apnea, alternandosi a Raimondo Bucher. 
Nel 1951 Falco e Novelli nelle acque del golfo di Napoli in una fredda giornata di febbraio superano il primo record di immersione in apnea di 30 metri, battuto da Bucher solo un anno prima. I due raggiungono i 35 metri muniti di maschera, pinne e di un fucile come zavorra, ma Bucher riprende il primato il 2 novembre del 1952 a Capri scendendo a 39 metri.
Il recupero dei relitti bellici inabissati è una delle attività che nel dopoguerra vede protagonisti anche i giovani sub che spesso operavano con mezzi improvvisati. Ennio viene coinvolto in alcune di queste operazioni nel corso della sua breve vita. Infatti nel 1952 partecipa al ripescaggio della parte centrale della fusoliera e dei due motori di un bombardiere americano (probabilmente un B 25 Mitchell). L'operazione condotta a 27 metri di profondità, assieme a Claudio Ripa e Alberto Novelli a bordo di due imbarcazioni di piccole dimensioni, non portò al ritrovamento delle ali e della coda del velivolo.
Sempre negli stessi anni, durante il periodo del servizio militare prestato in marina e grazie alla fama ottenuta, Ennio affiancherà in una escursione subacquea Lord Mountbatten, grande ammiraglio al comando della squadra britannica e delle forze NATO del Mediterraneo.
Nel luglio del 1953 a Procida e Ischia  Ennio vince il suo primo Campionato Italiano di pesca subacquea. Il 19 settembre 1956, questa volta a Rapallo in acque liguri, Falco e Novelli superano il record di Bucher toccando i 41 m. Riportano le cronache del tempo che durante la discesa Ennio incontrò delle difficoltà, dovute a un difetto del rocchetto al quale mediante una fune veniva attaccato il fucile come zavorra. Ennio risale dopo un 1' 26 colpito da un malessere dovuto alla congestione delle trombe di Eustachio, che provocò un momentaneo svenimento durante l'emersione.
Nel 1957 Ennio vince nuovamente a Catania il campionato italiano di pesca subacquea, rinnovando il primato l'anno successivo il 27 luglio all'Isola d'Elba. Falco si qualifica con la cattura di cinque cernie, la più grossa raggiungeva i diciassette chili abbondanti. Si conferma vincitore con un totale complessivo di 57.630 punti.
Ennio si dedicò alla pesca del corallo come tanti altri sub assieme a Leonardo Fusco, Alberto Novelli, Claudio Ripa e altri nomi dei pionieri dell'immersione. Negli anni 50 la raccolta dell' “ oro rosso “ fu praticata soprattutto nella zona a nord della Sardegna tra S. Teresa di Gallura e Alghero.
Nel 1957 perlustrando la zona di Capo Caccia vicino ad Alghero, Ennio scopre la grotta sommersa di Nereo dove si trova una cavità molto estesa caratterizzata da stalattiti e arabeschi di calcite. Il luogo ha preso il nome di “Grotta del Falco”;  infatti sulla destra in basso oggi si trova la targa posta in memoria del sub, che pochi anni dopo perderà la vita proprio in quel mare.
L'attività intensa per la pesca del corallo vedeva i sub sempre alla ricerca di nuovi luoghi e nel 1958 Falco e Novelli, in compagnia di Claudio Ripa e Cesare Olgiay lavorano a Napoli nel mare di Procida (nella zona di Punta Solchiano e di Punta Pizzaca), concludendo la stagione sulla Carena, tra Ischia e Procida. Al gruppo si unisce il costruttore napoletano Antonio Schmutz e la ricerca dell'oro rosso si trasferisce nella costiera amalfitana.
Il trio Falco, Novelli e Olgiay si rende particolarmente famoso nel 1959 aggiudicandosi il 29 agosto a Nisida il record mondiale di profondità, rimasto imbattuto per decenni, con un prototipo di autorespiratore (explorer standard), il primo bistadio italiano brevettato proprio da Alberto Novelli. Nelle cronache del tempo l'intera vicenda viene minuziosamente riportata. I tre sub italiani si imbarcano sul rimorchiatore S. Bartolomeo insieme ai componenti della giuria: rag. Michele Lisi, consigliere nazionale della Federazione Pesca Sportiva; Giuseppe Cascinelli, vice presidente della sezione Provinciale della Fips, Duilio Marcante, commissario tecnico della Fips. 
Il record è purtroppo segnato da un incidente che colpisce Alberto, anche se per anni si è sostenuto che fu invece Ennio ad avvertire un malore e questo per salvaguardare la sperimentazione dell'erogatore di invenzione dello stesso Novelli.
Molti anni dopo, in occasione del ventennale dell'impresa, il commendatore Michele Lisi - direttore del circolo subacqueo Massimo D'Asta di Napoli - ha voluto raccontare la reale versione del record. Cesare Olgiay punzonò a 131,5 m, Ennio Falco a 131 m. e Novelli pur raggiungendo la stessa profondità, a causa del malore non vi riuscì e fu aiutato dallo stesso Ennio a riguadagnare quote di maggior sicurezza.
Nell'agosto successivo 1959 si svolse a Malta, fra le isole di Gozo e Comino, la terza edizione del Campionato del Mondo di Pesca Subacquea. Fra gli italiani Ennio Falco si aggiudica il settimo posto, mentre nella classifica a squadre l'Italia fu seconda dietro alla Spagna.
Nel 1960 Falco ancora una volta insieme ad Olgiay e Novelli, accompagnati da Fausto Sara individuano il relitto del bombardiere americano B-17 Flying Fortress, inabissato nel lago di Bolsena a seguito dell'abbattimento operato dalla contraerea tedesca nel gennaio 1944. Incaricati da un'organizzazione americana che si occupava in tutto il mondo del ritrovamento dei resti dei caduti della Seconda Guerra Mondiale, la "Grave Registration Commission", i quattro sub effettuarono più di quaranta immersioni in condizioni estremamente difficili.
Il 21 aprile del 1960 al largo di Positano, Ennio tenta invano di salvare la vita all'amico Antonio Schmutz durante un'immersione per la pesca del corallo. Da questo episodio Falco riporta una forma gravissima di embolia che gli mette fuori uso la gamba sinistra e gli sfinteri, lasciandogli una leggera zoppia.
Nel 1963 Ennio sposa Giancarla Grumelli (1936-2021) e dal matrimonio nascono tre figli Fabio (1964-2009), Marina (1967) e Pierpaolo (1969). 
Il 26 aprile del 1965 Falco riceve la medaglia al valore atletico dal presidente della Repubblica Giuseppe Saragat assieme a Bucher, Novelli e Maiorca ed è la prima volta che rappresentanti dello sport subacqueo italiano ottengono questo riconoscimento.
Ennio risiedeva nei periodi di lavoro dediti alla pesca del corallo a S. Teresa di Gallura. L'11 maggio 1969 durante un'immersione Falco risale dalle profondità del mare in stato incosciente. Portato all'ospedale della Maddalena, muore a soli 38 anni. La tragedia viene riportata dettagliatamente da molti quotidiani del tempo, raccontando come il sub fosse emerso senza il boccaglio dell'erogatore tra i denti alle 15:20, appena cinquanta minuti dall'inizio della sua seconda immersione.
L'accaduto aprì un dibattito acceso su quelle che vennero definite “morti bianche del corallo” anche perché in assenza di autopsia la vera causa della morte di Falco non fu mai accertata. 
Nella lettera che la moglie Giancarla inviò al direttore della rivista Mondo Sommerso inserita nell'articolo di Claudio Ripa dedicato a Falco, la giovane incinta di sette mesi al momento dell'incidente, scrisse: "Forse Ennio è morto nel modo da lui desiderato, nel suo mare mentre lavorava solo e lontano da tutti".

## Palmares
Record di immersione in apnea
- 1951 Ennio Falco, Alberto Novelli 35 m,1 febbraio, Procida
- 1956 Ennio Falco, Alberto Novelli 41 m, 19 settembre, Rapallo

Record di profondità con Ara
- 1959 Ennio Falco 131m, Alberto Novelli, Cesare Olgiay 131.35m, 29 agosto, Nisida

Campionati italiani di pesca subacquea
- 1953 Ennio Falco 1º classificato,7 luglio, Procida e Ischia
- 1957 Ennio Falco 1º classificato, Catania
- 1958 Ennio Falco 1º classificato, 27 luglio, Elba

Campionati del mondo di pesca subacquea
- 1955 Ennio Falco 3º classificato, 14 agosto, Majorca
- 1959 Ennio Falco 7º classificato, Malta